# 斯普魯斯代爾 (亞利桑那州)
斯普魯斯代爾（英語：Spurcedale）是位於美國亞利桑那州格林利縣的一個非建制地區。該地的面積和人口皆未知。

## 地理
斯普魯斯代爾的座標為33°44′25″N 109°19′37″W / 33.74028°N 109.32694°W，而該地的平均海拔高度為2301米（即7549英尺）。